# The Paper (série télévisée)
Pour les articles homonymes, voir The Paper.
The Paper (titre original : Novine) est une série télévisée policière et politique croate réalisée par Dalibor Matanić, diffusée sur la chaîne Hrvatska Radiotelevizija (HRT) de 2016 à 2020.
The Paper est la première série croate (et la première dans une langue slave) à avoir été achetée par Netflix. Elle a ainsi été rendue disponible dans 190 pays du monde.
La série a été principalement filmée dans la ville portuaire de Rijeka.

## Genèse
Le scénario a été écrit par Ivica Đikić, un journaliste qui avait été rédacteur en chef du quotidien Novi List de Rijeka quelques années auparavant. Il décrit la vie de la rédaction d'un journal imaginaire, Novine (« Le Journal »), dépeint  comme le dernier journal indépendant et « sérieux » de Croatie. Si la série démonte essentiellement certains mécanismes de la société et de la politique en Croatie et en ex-Yougoslavie, le réalisateur Dalibor Matanić n'a pas manqué d'établir un parallèle avec d'autres pays où des dirigeants politiques « ont commencé à se comporter comme certains personnages de la série  ».

## Épisodes

### Saison 1
Marijo Kardum (Aleksandar Cvjetković), magnat de la construction et mafieux qui ignore tout de la presse, décide de racheter le journal Novine : Kardum veut se lancer en politique, or un jeune journaliste mène une enquête sur  un mystérieux accident qui peut le compromettre. La reprise du journal déclenche une lutte pour le pouvoir au sein de la rédaction. Au cœur de ces troubles se trouvent des journalistes chevronnés : les reporters Dijana Mitrović (Branka Katić) et Nikola Martić (Trpimir Jurkić), le rédacteur en chef Martin Vidov (Zijad Gračić) qui sera évincé, et Alenka (Olga Pakalović), la nouvelle rédactrice en chef. Les changements dans la rédaction se déroulent sur fond d'intrigues entre le pouvoir politique, le milieu industriel et l'Église catholique .

### Saison 2
Pendant l'entre-deux tours des élections présidentielles, le maire de Rijeka, le conservateur Ludvig Tomašević (Dragan Despot) et la présidente sociale-démocrate sortante Jelena Krsnik (Nives Ivanković) sont en lice. Deux ex-journalistes de Novine sont devenus conseillers en communication, l'une de la candidate de gauche, l'autre du candidat de droite. Mais après la publication d'images explosives montrant Tomašević photographié au lit avec un autre homme - lui qui, fervent catholique, condamne l'homosexualité - la campagne prend une direction imprévue où se succèdent coups bas, corruption, mensonges, chantage et meurtres. Entre-temps, Novine change à nouveau de mains, ce qui entraîne un dégraissage au sein de la rédaction. Sur fond de discours nationaliste, Tomašević remporte finalement les élections .

### Saison 3
La troisième et dernière saison a été tournée en 2020. La première des deux premiers épisodes a eu lieu en janvier 2020 dans le cadre des manifestations organisées par Rijeka en tant que capitale européenne de la culture en 2020.

## Diffusion

### En Croatie
La première de la série a eu lieu à le 13 octobre 2016.
Le tournage de la deuxième saison a débuté en 2018 et sa diffusion a commencé en septembre 2018.
Quant à la troisième et probablement dernière saison, diffusée en 2020 par HRT, le réalisateur Dalibor Matanić a confirmé que « la série avait été conçue depuis le début comme une trilogie et qu'elle s'arrêterait là ».

### Sur Netflix
La diffusion internationale sur Netflix a commencé en 2018 (saisons 1 et 2).
Le 3 avril 2018, Netflix annonce que The Paper est devenue la première série dramatique en langue croate à être diffusée sur cette chaîne, ce qui rend la série disponible dans plus de 130 pays à travers le monde et auprès d'un demi-milliard de téléspectateurs.